# كأس الجزائر 1963–64
كأس الجزائر 1963–64 هو موسم من كأس الجزائر. أشرف على تنظيمه الإتحاد الجزائري لكرة القدم، وفاز فيه وفاق سطيف.